# جاش ردنر
جوشوا «جاش» ردنر (به انگلیسی: Joshua "Josh" Radnor) (زاده ۲۹ ژوئیه ۱۹۷۴) بازیگر و کارگردان آمریکایی میباشد. او با بازی در نقش تد موزبی در مجموعه کمدی شبکه سی‌بی‌اس چگونه با مادرت آشنا شدم درخشش بسیاری یافت و مطرح شد.

## کارها
ردنر در سال ۲۰۰۱ به صورت رسمی در مجموعه تلویزیونی شبکه WB به نام خارج از مرکز به عنوان بازیگر نقش اول انتخاب شد اما به‌طور ناگهانی این نقش به ادی کی توماس داده شد. در سال ۲۰۰۲ او اولین کار برادوی خود را در نمایش نسخه تئاتری فارغ شده با حضور جیسون بیگز، کتلین ترنر و آلیشا سیلورستون درست کرد. از سال ۲۰۰۵ تا ۳۱ مارس ۲۰۱۴، رادنر در سریال کمدی آشنایی با مادر (How I Met Your Mother) یا به صورت مختصر HIMYM ظاهر شد که بزرگترین کار او در زندگی هنری اش است. در ژوئیه ۲۰۰۸، او در نقش مقابل جنیفر وستفلد در نقش فینکس ، فیلمی از چارلی استراتون نوشته جو گیلفورد ظاهر شد. رادنر اولین تجربه کارگردانی خود را در فیلم سال ۲۰۱۰، HappyThankyouMorePlease اجرا کرد.

## زندگی خصوصی
ردنر در کلمبوس، اوهایو زاده شد و فرزند آلن ردنر، یک وکیل میباشد. جاش در بکسلی، حومه شهر کلومبوس بزرگ شد جایی که در مدرسه روزانه یهودی همراه با آکادمی تورات کلومبوس و کمپهای تابستانی اشتراک میکرد. او از دبیرستان بکسلی فارغ التحصیل شد و در کالج کنیون به ادامه تحصیل پرداخت. همچنین او به عنوان بهترین دانش آموز مدرسه برای بخش تئاتر از طرف حوزه تئاتر مدرسه به پاول نیومن اواردز معرفی شد. ردنر مدرک ارشد خود را از هنرهای زیبا از  NYU گرفت. او در حال حاضر در لس آنجلس زندگی می‌کند.

## فیلم شناسی

### فیلم
| سال  | فیلم                     | نقش            |                   |  |
| ---- | ------------------------ | -------------- | ----------------- |  |
| ۲۰۰۱ | یک فیلم نوجوان دیگر نیست | راهنمای مسافرت |                   |  |
| ۲۰۰۴ | زندگی روزمره             | شوهر           |                   |  |
| ۲۰۱۰ | Happythankyoumoreplease  | سم             | کارگردان و بازیگر |  |
| ۲۰۱۲ | لیبرال آرتس              | جسی فیشر       | کارگردان و بازیگر |  |

### تلویزیون
| سال       | فیلم                 | نقش          | قسمتها                                 |
| --------- | -------------------- | ------------ | -------------------------------------- |
| ۲۰۰۰      | به نیویورک خوش آمدید | داگلاس       | The Crier                              |
| ۲۰۰۲      | قانون و دستور        | رابرت کیتسون | Access Nation                          |
| ۲۰۰۲      | دادگاه               | دیلان هیرش   | Life Sentence Due Process Stay         |
| ۲۰۰۳      | ER                   | کیت          | The Advocate                           |
| ۲۰۰۳      | شش فوت زیر           | ویل جاف      | The Trap                               |
| ۲۰۰۳      | Miss Match           | اندرو        | I Got You Babe                         |
| ۲۰۰۵      | Judging Amy          | جاستین بار   | Too Little, Too Late                   |
| ۲۰۰۷-۲۰۰۹ | مرد خانواده          | تد موزبی     | No Chris Left Behind، Peter's Progress |
| ۲۰۰۵-۲۰۱۴ | آشنایی با مادر       | تد موزبی     | نقش اصلی                               |

### تئاتر
| سال  | فیلم       | نقش     | قسمتها |
| ---- | ---------- | ------- | ------ |
| ۲۰۰۴ | نامه پاریس | سم آرلن |        |

## برابرهای انگلیسی
1. ↑  Welcome to New York
2. ↑  Law & Order
3. ↑  The Court
4. ↑  Six Feet Under
5. ↑  Family Guy
6. ↑  How I Met Your Mother